# Бенте Бонстра
Бенте Бонстра (20 листопада 2000 , Беммел ) — нідерландська веслувальниця, олімпійська чемпіонка 2024 року, чемпіонка світу.

## Виступи на Олімпіадах
| Олімпіада  | Дисципліна | Місце |
| ---------- | ---------- | ----- |
| Париж 2024 | четвірки   | 1     |

## Зовнішні посилання
- Бенте Бонстра на сайті World Rowing (англійська)